# Hirnkartierung
Hirnkartierung (englisch brain mapping) ist ein Ausdruck aus der Hirnforschung und bezeichnet die Erforschung der strukturellen und funktionellen Organisation des Gehirns mit der Zielsetzung, Hirnkarten (oder Gehirnkarten) konkreter Funktionsgebiete zu erstellen.
Funktionelle Eigenschaften (Komponenten der Motorik, Wahrnehmung, Kognition, Perzeption, Gedächtnis) lassen sich ausschließlich in vivo kartieren, während strukturelle Eigenschaften wie etwa Zell-, Axon- oder Dendritenverteilungen nur post mortem mit geeigneten räumlichen Auflösungen kartierbar sind.
Methoden des Neuroimaging wie Magnetresonanztomographie (MRT, MRI; strukturelle Kartierung in vivo oder post mortem), Positronen-Emissions-Tomographie (PET), Elektroenzephalographie (EEG), Magnetoenzephalographie (MEG), transkranielle Magnetstimulation (TMS), intra-operative Mikroelektrodenstimulation (funktionelle Kartierung, vgl. auch Wachkraniotomie) werden ergänzt durch Methoden der Neuroanatomie und der Neurophysiologie.
Für sinnvolle Kartierungen müssen komplexe Methodensynergismen (Kartierungstechniken) genutzt werden, um Nachteile bezüglich der räumlichen und zeitlichen Auflösungen einzelner Neuroimaging-Verfahren zu kompensieren (Koregistrierung) und schließlich interindividuelle Vergleiche durchzuführen (statistical parametric mapping, SPM).
Kartierung hängt ferner von experimentellen Strategien und psychologischen Paradigmen ab, die immer spezifischere Teilfunktionen untersuchen, die mit geeigneter Neuroimaging-Technik erfasst werden können.

## Geschichte
Siehe auch: Geschichte der Hirnforschung#Die Idee der funktionellen Lokalisation
Insbesondere die Großhirnrinde (Cortex cerebri) wurde schon im späten 19. Jahrhundert untersucht und kartiert. Die Phrenologie bot dazu aus heutiger Sicht oft bizarr anmutende Lokalisationsmodelle an. Erste neuzeitliche Hirnkarten stammen von David Ferrier (1876) und Victor Horsley (1888). Die ersten wissenschaftlichen Untersuchungen wurden von Gustav Theodor Fritsch und Eduard Hitzig an Hunden durchgeführt oder beruhten auf den empirischen Beobachtungen von Hirnverletzten oder Schlaganfallpatienten (z. B. durch Paul Broca, der sich auch mit der Hirntopographie befasste). Fritsch und Hitzig hatten zudem 1870 die Erregbarkeit der Großhirnareale durch elektrische Stromimpulse bewiesen. Der klassische Atlas der Großhirnregionen nach histologischen Gesichtspunkten wurde von Korbinian Brodmann 1909 veröffentlicht. Die von ihm eingeführte Nummerierung hat bis heute ihre Gültigkeit behalten, auch weil häufig geweblicher Aufbau und Funktion voneinander ableitbar sind. Gestützt auf Erfahrungen im Ersten Weltkrieg verfasste Karl Kleist bis 1934 seine Gehirnpathologie mit Hirnkarten zur Lokalisation von Hirnfunktionen. Die experimentelle Lokalisierung von Hirnfunktionen beim Menschen begann mit den Arbeiten von Wilder Penfield in den 1950er Jahren.

## Aktuelle Situation
Derzeit werden mit histologischen Methoden (Zytoarchitektonik, Immunhistologie, Rezeptorautoradiographie) und mit Hilfe der Bildgebung – Magnetresonanztomographie (MRT), Funktionelle Magnetresonanztomographie (fMRT), Positronen-Emissions-Tomographie (PET), Magnetoenzephalographie (MEG) – große Fortschritte in der Hirnkartierung gemacht. Andererseits hat sich auch die Erkenntnis durchgesetzt, dass viele Funktionen (z. B. Gedächtnisinhalte) nicht eindeutig lokalisierbar sind, sondern erst durch das Zusammenspiel verschiedener Hirnregionen entstehen.
Die 2012 gestartete interaktive Citizen-Science-Website „Eyewire“ kartiert die Netzhautzellen von Mäusen. Ein U.S. IT-Unternehmen veröffentlichte 2021 die detaillierteste 3D-Karte des menschlichen Gehirns. Sie zeigt Neuronen und ihre Verbindungen zusammen mit Blutgefäßen und anderen Komponenten eines Millionstels eines Gehirns. Für die Karte wurde das 1 mm³ große Fragment in über 5.000 ~30 Nanometer-dünne Stücke geschnitten, die mit einem Elektronenmikroskop gescannt wurden. Die interaktive Karte benötigt für die Mikroskopiedaten 1,4 Petabyte Speicherplatz.
Zwei Monate später veröffentlichten Forscher das erste vollständige 3D-Modell eines Affengehirns auf Neuronenebene, welches mit einer neuartigen Methode innerhalb von 100 Stunden gescannt wurde. Sie machten nur einen Bruchteil der 3D-Karte öffentlich zugänglich, da die gesamte Karte selbst in komprimierter Form mehr als 1 Petabyte Speicherplatz benötigt.

## Ergänzende Literatur
- R. Carter: Mapping the Brain. Berkeley 1998.
- S. Lazar et al.: Functional brain mapping of the relaxation response and meditation. In: NeuroReport. Band 11, 2000, S. 1–5.